# Libellus de medicinalibus indorum herbis

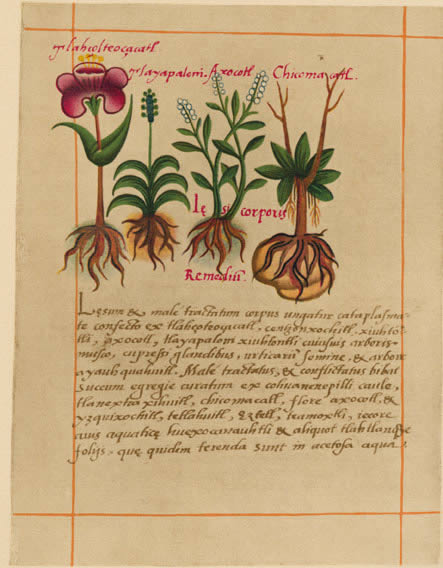
Страница кодекса. Изображены растения tlahçolteoçacatl, tlayapaloni, axocotl и chicomacatl

Libellus de medicinalibus indorum herbis (с лат. — «Книжечка об индейских лекарственных растениях») — ацтекский травник на 63 листах, содержащий изображения и описания лекарственных растений, используемых в доколумбовой Мексике. Является переводом на латинский язык оригинального кодекса Мартина де ла Круса, перевод был исполнен в 1552 г. Хуаном Бадиано — оба они были выпускниками коллегиума Санта-Крус де Тлателолько. Оригинал на науатль не сохранился. Всего в кодексе (книги X и XI) в специальных разделах о травах описано 251 лечебное растение и приведено 185 цветных рисунков. Сегодня многие из них изучены и введены в мировую медицинскую практику. Однако большинство из них остаются неизвестными современной науке.

## Названия
Помимо своего латинского названия, рукопись известна под именем переводчика, а также как Кодекс Де ла Крус-Бадиано. В литературе рукопись упоминается также как Кодекс Барберини, по имени одного из её владельцев XVII в. — кардинала Франческо Барберини (1597—1679).

## История
Травник был составлен и переведён по заказу дона Франсиско де Мендоса — сына первого губернатора Новой Испании. Мендоса направил рукопись в Испанию, где она хранилась в королевской библиотеке. Предположительно в начале XVII в. рукопись оказалась во владении Диего де Кортавила-и-Санабрия — врача короля Филиппа IV. Далее рукопись оказалась в собрании кардинала Барберини, возможно, миновав нескольких посредников. В 1902 г. собрание Барберини вошло в состав Ватиканской библиотеки. В 1990 г. Папа Иоанн Павел II возвратил рукопись в Мексику, где она хранится в собрании Национального института истории и антропологии в Мехико.
В XVII в. секретарь кардинала Барберини — Кассьяно даль Поццо (1588—1657) снял с рукописи копию, которая вместе с его библиотекой была подарена Папе Клименту XI. Его племянник продал рукопись королю Великобритании Георгу III, ныне эта копия хранится в Королевской библиотеке в Виндзоре.
Ещё одна копия была сделана Франческо де Стелуччи, членом Академии рысеглазых, но ныне она утеряна.
В XX в. кодекс Крус-Бадиано пользуется большой популярностью: дважды издавался в испанском переводе (1952, 1964) и трижды — в английском (1939, 1940, 2000).

## Описания растений
Только 15 растений у Мартина де ла Крус совпадают с теми, что у Бернардино де Саагуна, и 29 растений совпадают с теми, что были у индейских информаторов Саагуна.